# Arboretum national du vallon de l’Aubonne

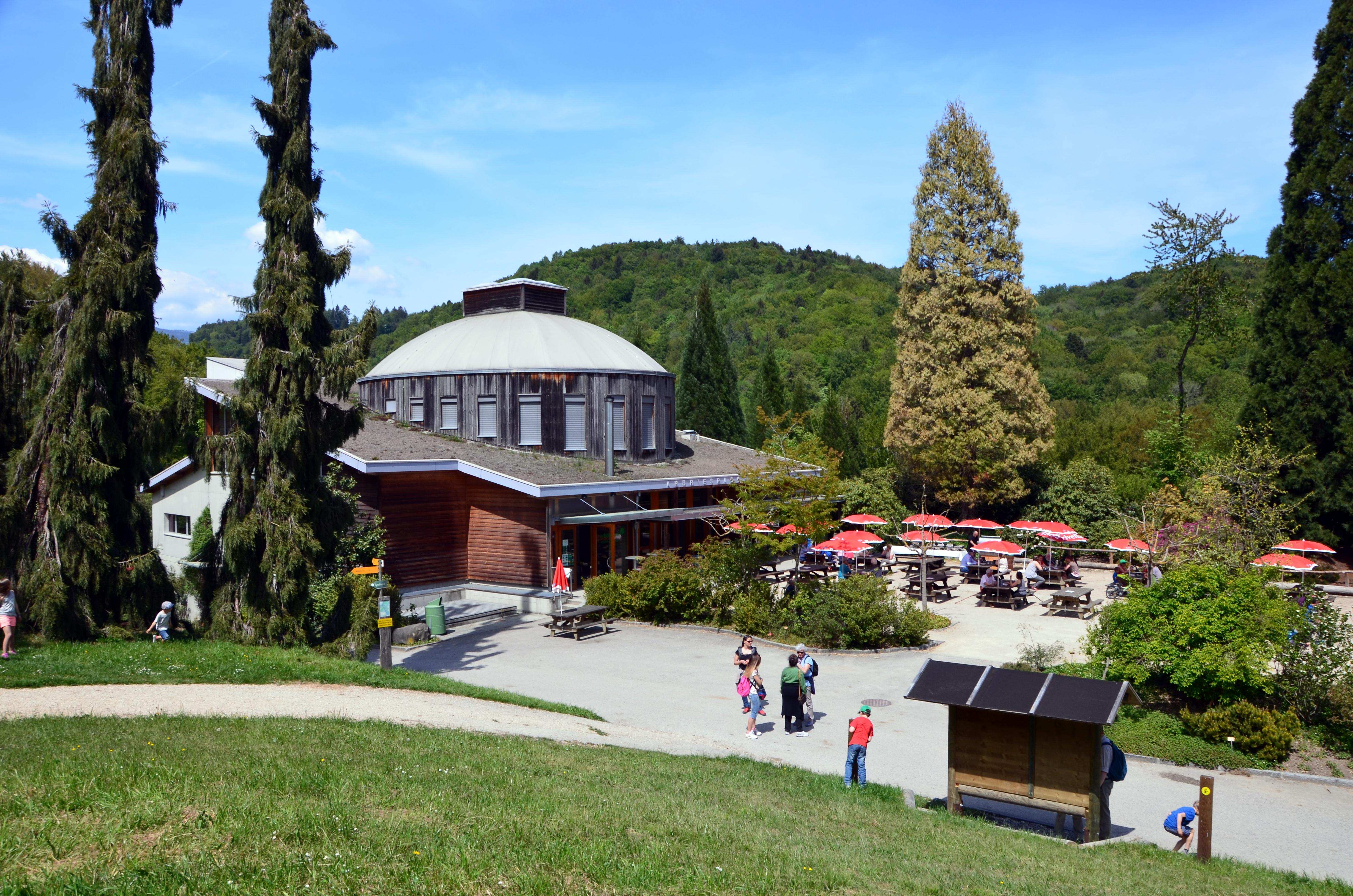
Eingangsbereich des Arboretums. Auf der linken Seite zwei junge Riesenmammutbäume

Das Arboretum national du vallon de l’Aubonne (oder auch Arboretum du vallon de l'Aubonne) ist eine pflanzenkundliche Institution, die seit 1968 bei Aubonne im Schweizer Kanton Waadt besteht. Es ist die einzige botanische Spezialsammlung ihrer Art in der Schweiz.

## Lage

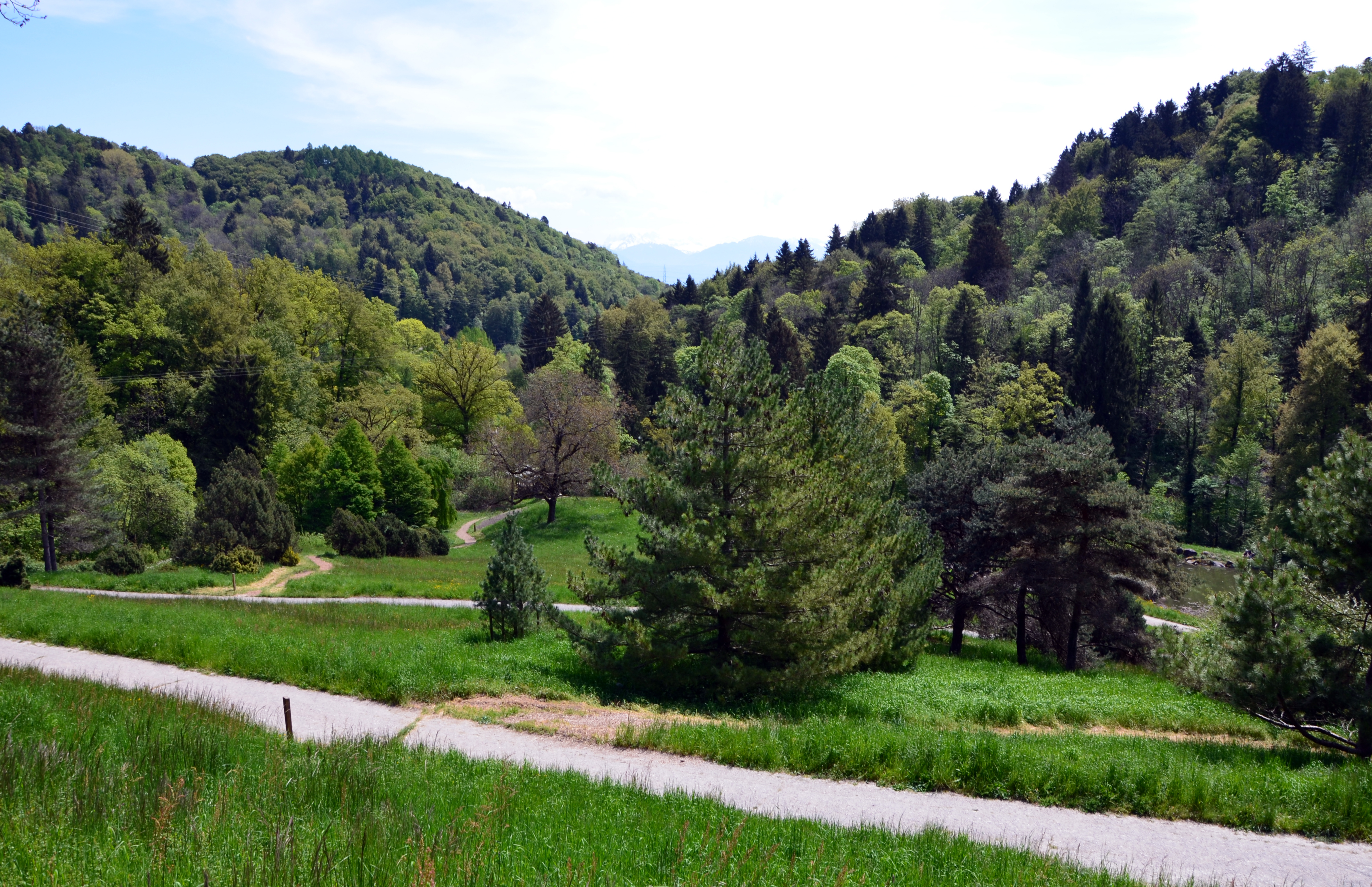
Parklandschaft des Arboretums im Tal der Aubonne

Der botanische Garten des Arboretum national erstreckt sich über eine Fläche von etwa 150 Hektaren nördlich der Stadt Aubonne im Tal (französisch le vallon) des gleichnamigen Flusses, der acht Kilometer weiter unten in den Genfersee mündet. Das Gebiet liegt auf der mittleren Höhe von 570 m. ü. M. in den Gemeinden Aubonne, Bière und Saint-Livres. Die Baum- und Sträuchergruppen des Arboretums verteilen sich auf mehrere grosse Lichtungen an den sonst von Wald bedeckten Flanken des mehr als 100 Meter tief in das Jurafussplateau eingeschnittenen Flusstales. Im oberen Bereich der Parklandschaft münden die Toleure und die Sandoleyre in die Aubonne. Bei La Vaux liegt im Park der kleine Stausee Lac de la Petite Vaux, von welchem aus das Wasser durch einen Stollen zum Kraftwerk von Aubonne fliesst. Einige kleine Weiher, die angelegt wurden, um Wasserreserven für die Bewässerung der Pflanzen in Trockenperioden bereitzuhalten, bieten zudem Lebensraum für Amphibien, Insekten und andere Tiere und haben neue Feuchtbiotope entstehen lassen. Am östlichen Rand grenzt das Parkgebiet an den Bachgraben von Arney in der Nähe des Rebbergs von Saint-Livres.

## Bestand und Zweck
Das Arboretum im Aubonnetal wurde 1968 von Pierre Villaret (1918–2001), Direktor von Musée et jardins botaniques cantonaux de Lausanne, gegründet und seit 1982 von dessen Nachfolger auf dem Lausanner Lehrstuhl für Geobotanik Pierre Hainard (1936–2019) weiter entwickelt. Es ergänzt die vielseitigen botanischen Institutionen, die mit der Universität Lausanne verbunden sind. Im Arboretum sind mehr als 3000 verholzte Pflanzen angebaut, die aus vielen Weltregionen in Zonen mit gemässigtem Klima stammen. Sie sind nach biologischen und bodenkundlichen Gesichtspunkten in Einheiten angeordnet. Die Böden im Parkareal sind wegen der Nähe zum Jura teilweise kalkreich und andererseits wegen der Moränen, die vom eiszeitlichen Rhonegletscher stammen, mancherorts eher sauer. Nach diesen Eigenheiten des Substrats richtete sich die Anlage der Parkbereiche.

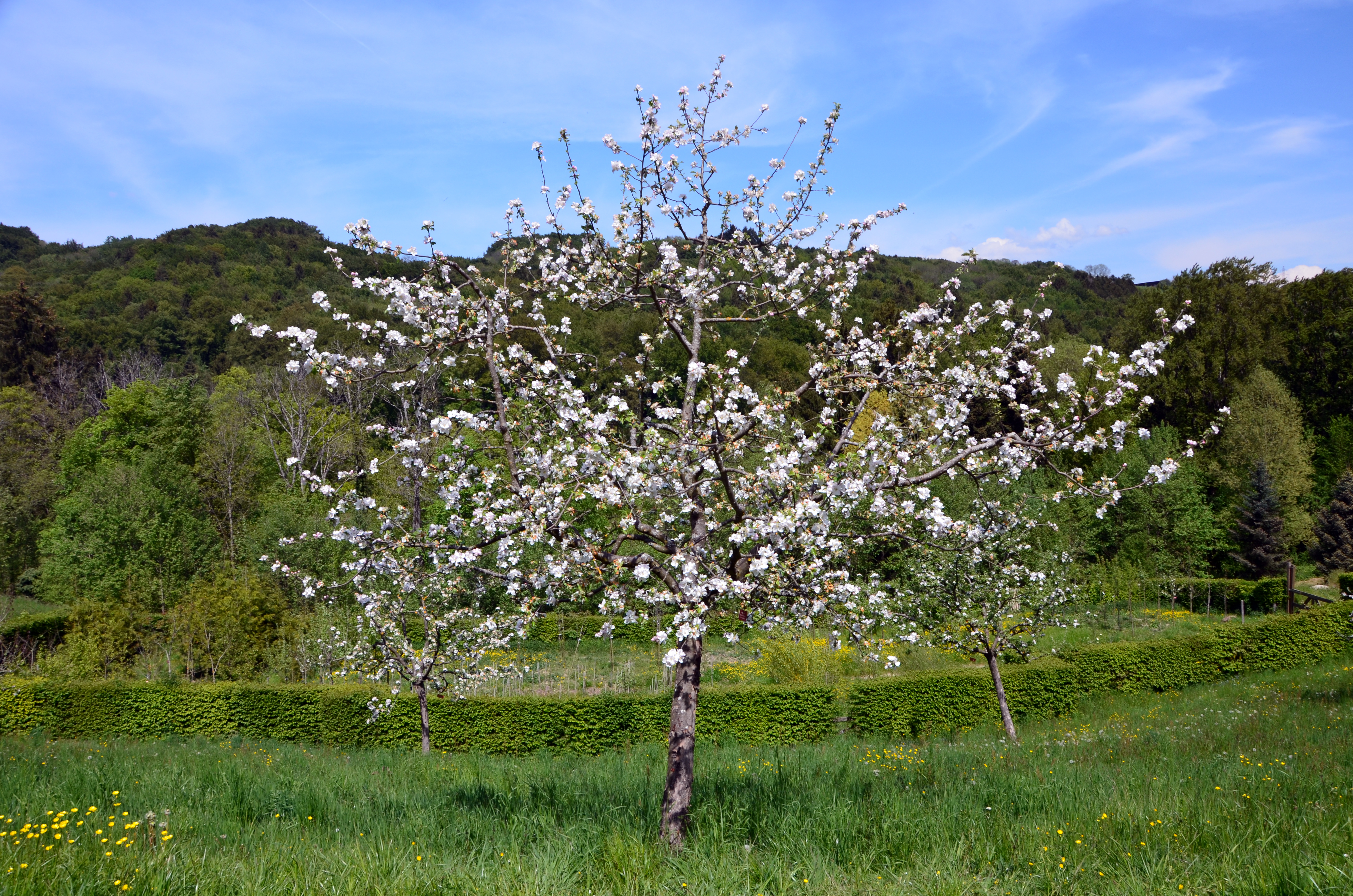
Apfelbaum der Sorte Grise vaudoise

Die Institution will einen Beitrag zur wissenschaftlichen Erforschung und zur Erhaltung der genetischen Vielfalt leisten. Neben Waldbäumen und Gebüschen umfasst das Arboretum von Aubonne seit 1975 auch einen Nutzgarten mit alten Obstsorten. Darin wird unter anderem die Büschelibirne aus dem Kanton Freiburg kultiviert. Im Gebiet Bois Guyot liegt an einem sonnigen Berghang ein Rosengarten. Dieser Parkbereich besteht seit 1979 und umfasst etwa 200 Wildrosengewächse. Die Samen für das Rosarium lieferten der Botanische Garten Genf und botanische Sammlungen in andern Ländern.
Einige naturkundlich bedeutende Abschnitte des Tals der Aubonne stehen unter Naturschutz, und so ist der Pflanzenpark in ein vielfältiges Netz von Habitaten mit einer reichen Flora und Fauna eingebunden. Der Flusslauf selbst sowie das Gebiet des Arboretums bilden kantonale Schutzobjekte und einige Orte im Tal sind im kommunalen Biotopinventar von Aubonne aufgeführt. An den Talschultern liegen Trockenwiesen, die als Biotope von nationaler Bedeutung ausgewiesen sind. Zum Schutz der Fauna sind Wildschutzzonen im Tal bezeichnet. Und der nördliche Bereich des Arboretums liegt am Rand des Parc naturel régional Jura vaudois. Die Trägerschaft des Arboretums koordiniert seit 2020 mit der Abteilung für Biodiversität und Landschaft der kantonalen Verwaltung die Pflege der Naturlandschaft und besonders auch des Waldes an der Aubonne. Die Hans Wilsdorf-Stiftung finanzierte ein Projekt des Arboretums zur Aufwertung des Gebiets als Lebensraum für die Tierwelt und besonders für die einheimischen Vögel.

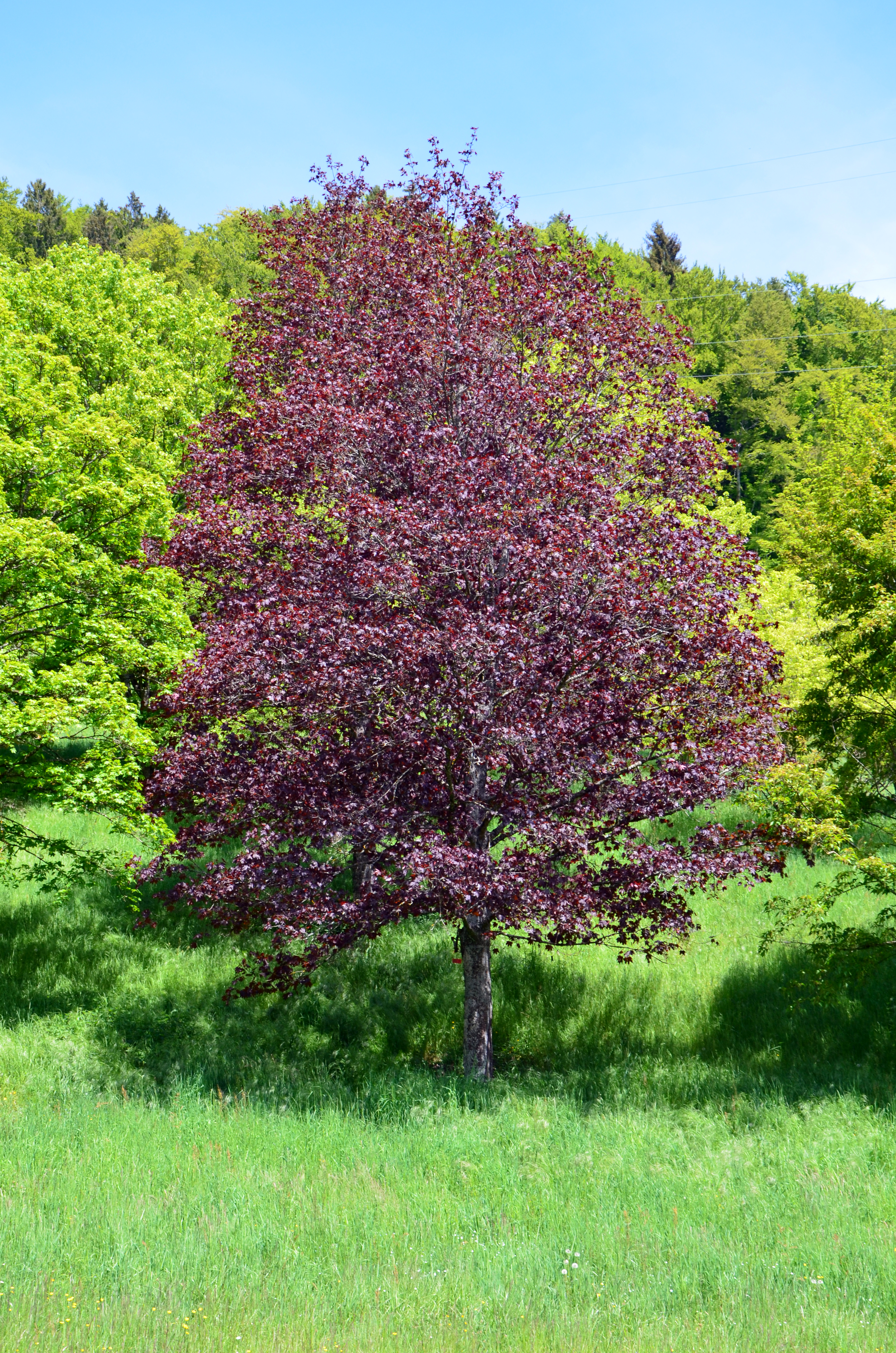
Spitzahorn

Der ausgedehnte Pflanzenpark mit seiner biologischen Sammlung gehört der gemeinnützigen Stiftung Fondation de l’Arboretum national du vallon de l’Aubonne (FAVA) und wird von der Organisation Association de l’Arboretum national du vallon de l’Aubonne (AAVA) unterhalten. Er dient auch der pflanzenkundlichen Didaktik und als Landschaftspark zur Erholung. Die Parkwege sind als Lehrpfade gestaltet und führen zu den Pflanzenbeständen. Eine moderne Holzbrücke überquert den Talfluss. Die Schweizer Wanderroute 128 führt durch das Arboretum. Im Empfangs- und Dienstgebäude des Parks hat die Stiftung die holzkundliche Spezialbibliothek Bibliothèque Suisse de Dendrologie sowie ein «Holzmuseum» eingerichtet, welches die Kultur der traditionellen holzverarbeitenden Gewerbe darstellt.
Das Arboretum hat in jüngster Zeit mit der Unterstützung durch die Stiftung der Kantonalbank Waadt eine wissenschaftliche, geomatikgestützte Aufnahme des Pflanzenbestands ausserhalb des Waldes durchgeführt. Die Erhebung ist mit der Genfer Datenbank Système d’information du patrimoine vert genevois verknüpft, wo die Naturlandschaft und die Flora des Kantons Genf erfasst ist. Nach dem weiteren Projektverlauf soll das Pflanzeninventar des Arboretums in einer frei zugänglichen Webapplikation zu konsultieren sein.